# Jüdischer Friedhof (Neustadt am Rübenberge)

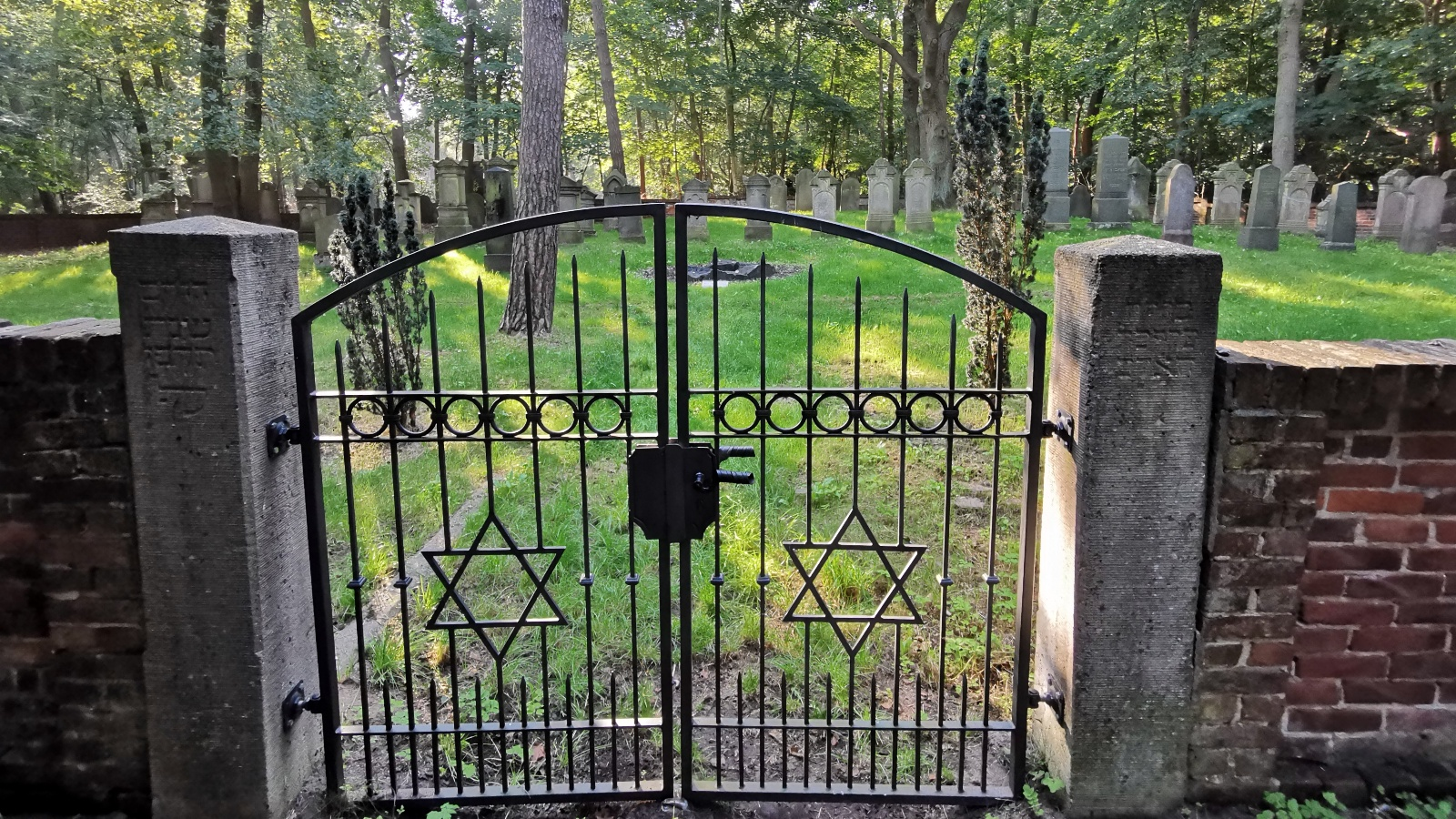
Eingangspforte

Der Jüdische Friedhof Neustadt am Rübenberge ist ein jüdischer Friedhof in der niedersächsischen Stadt Neustadt am Rübenberge in der Region Hannover. Er ist ein geschütztes Kulturdenkmal.

Auf dem Friedhof sind 61 Grabsteine auf 64 Grabstätten vorhanden. Die Eingangspfosten sind mit Inschriften versehen; sie stammen aus dem Jahr 1827.

## Geschichte

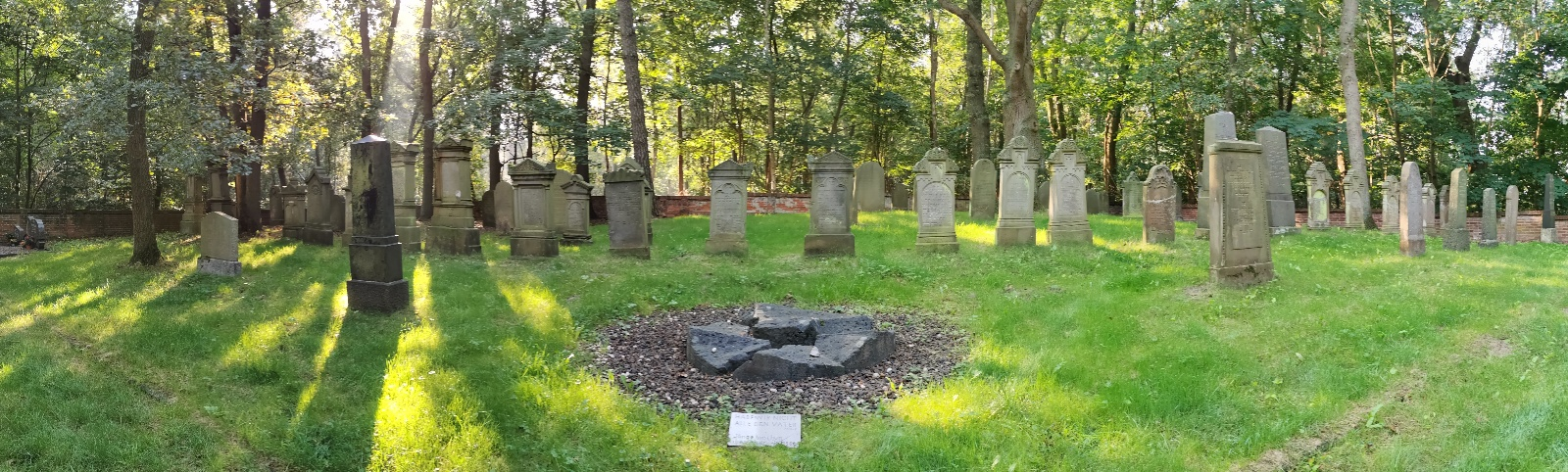
Gesamtansicht vom Eingang

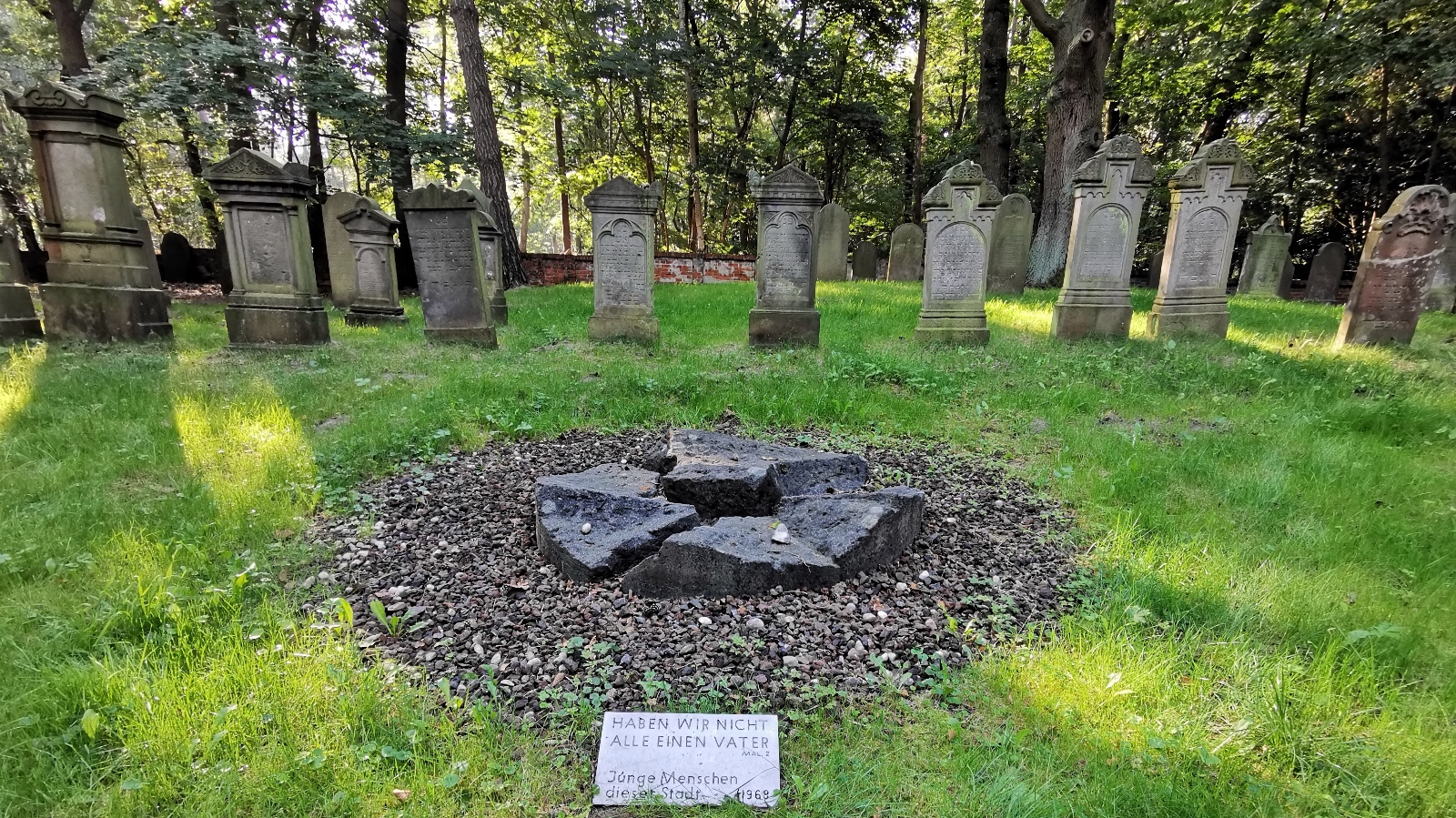
Gedenkstein von 1968

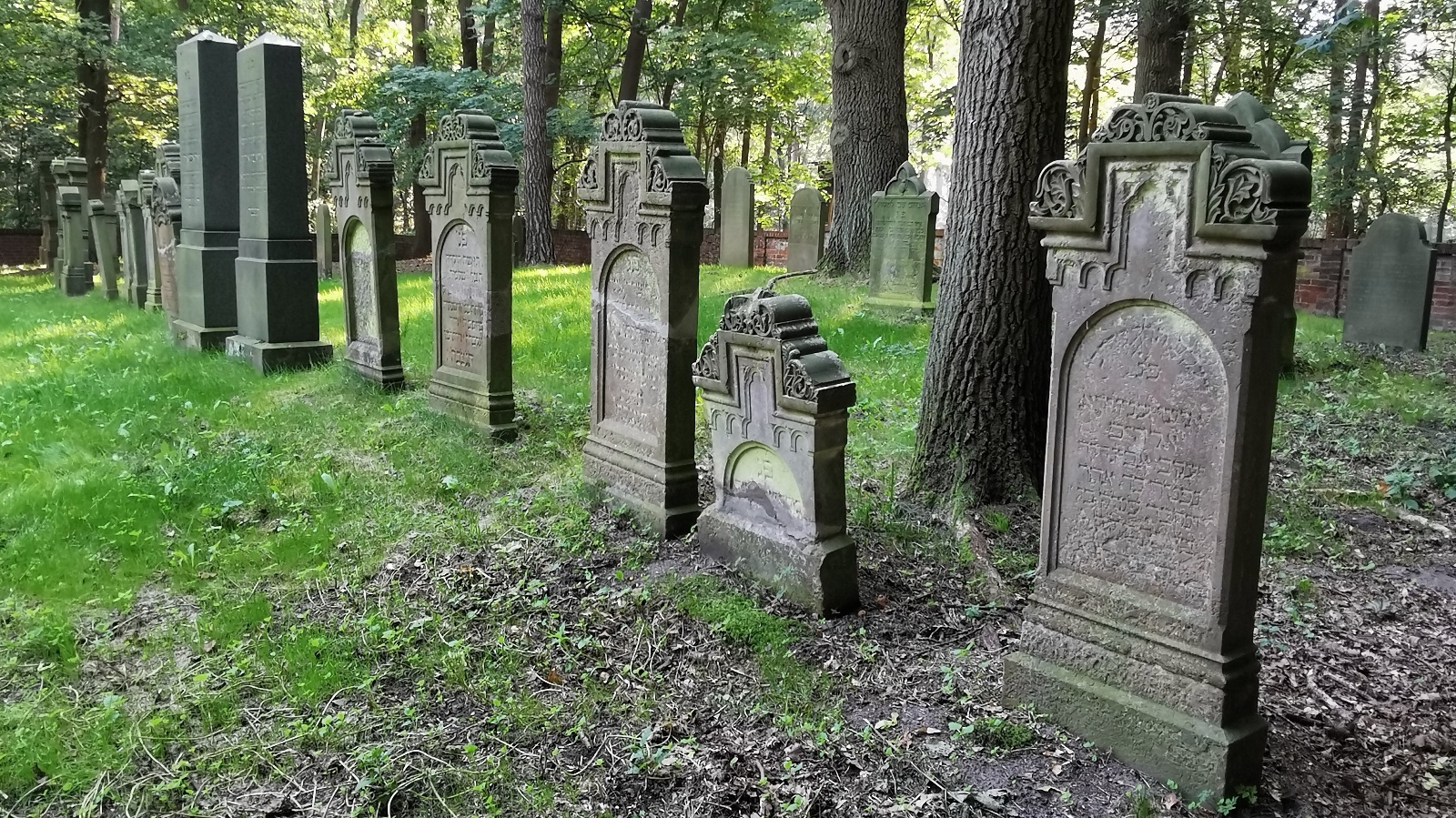
Reihe markanter Grabsteine

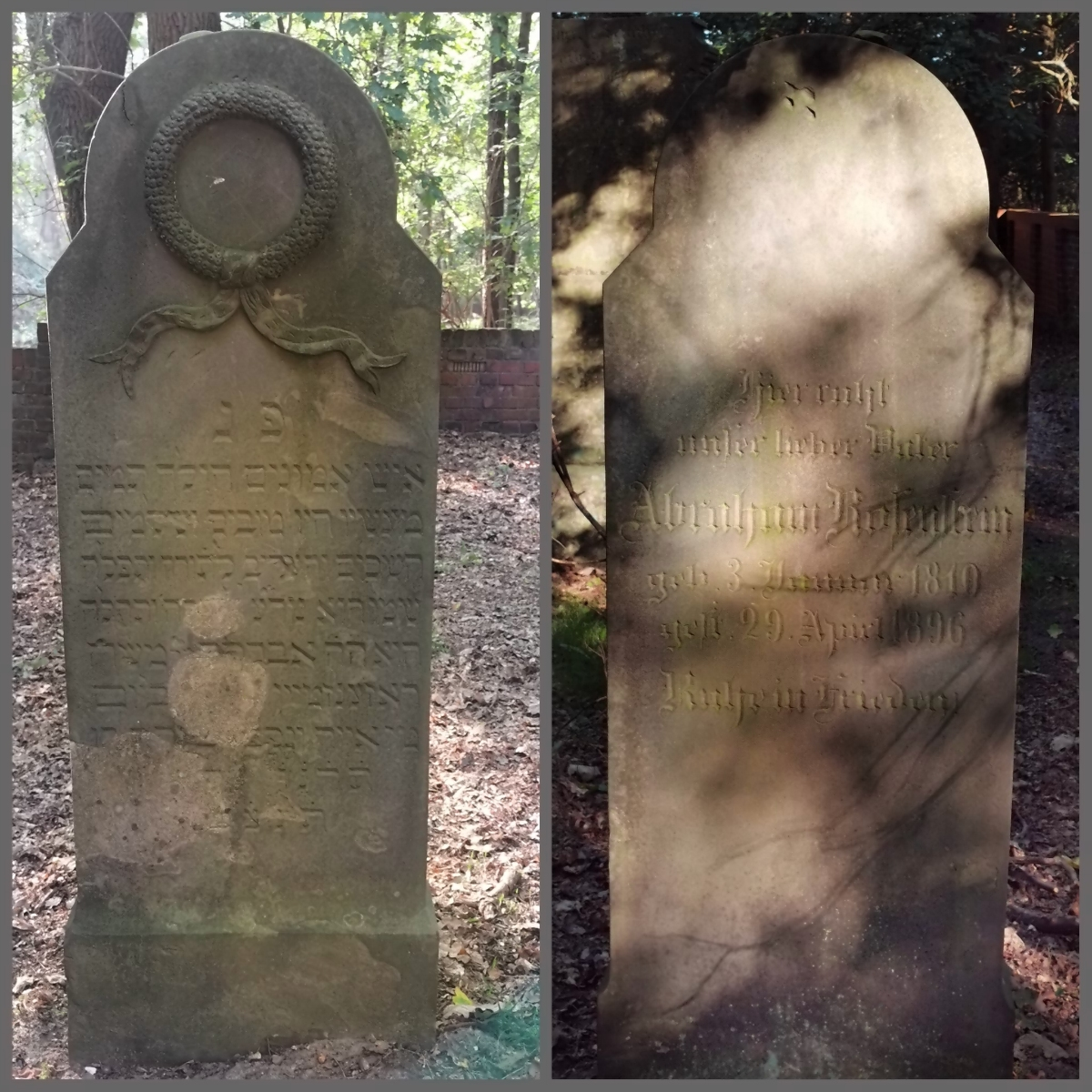
Inschrift auf Grabsteinvorderseite in Hebräisch, Deutsch auf der Rückseite

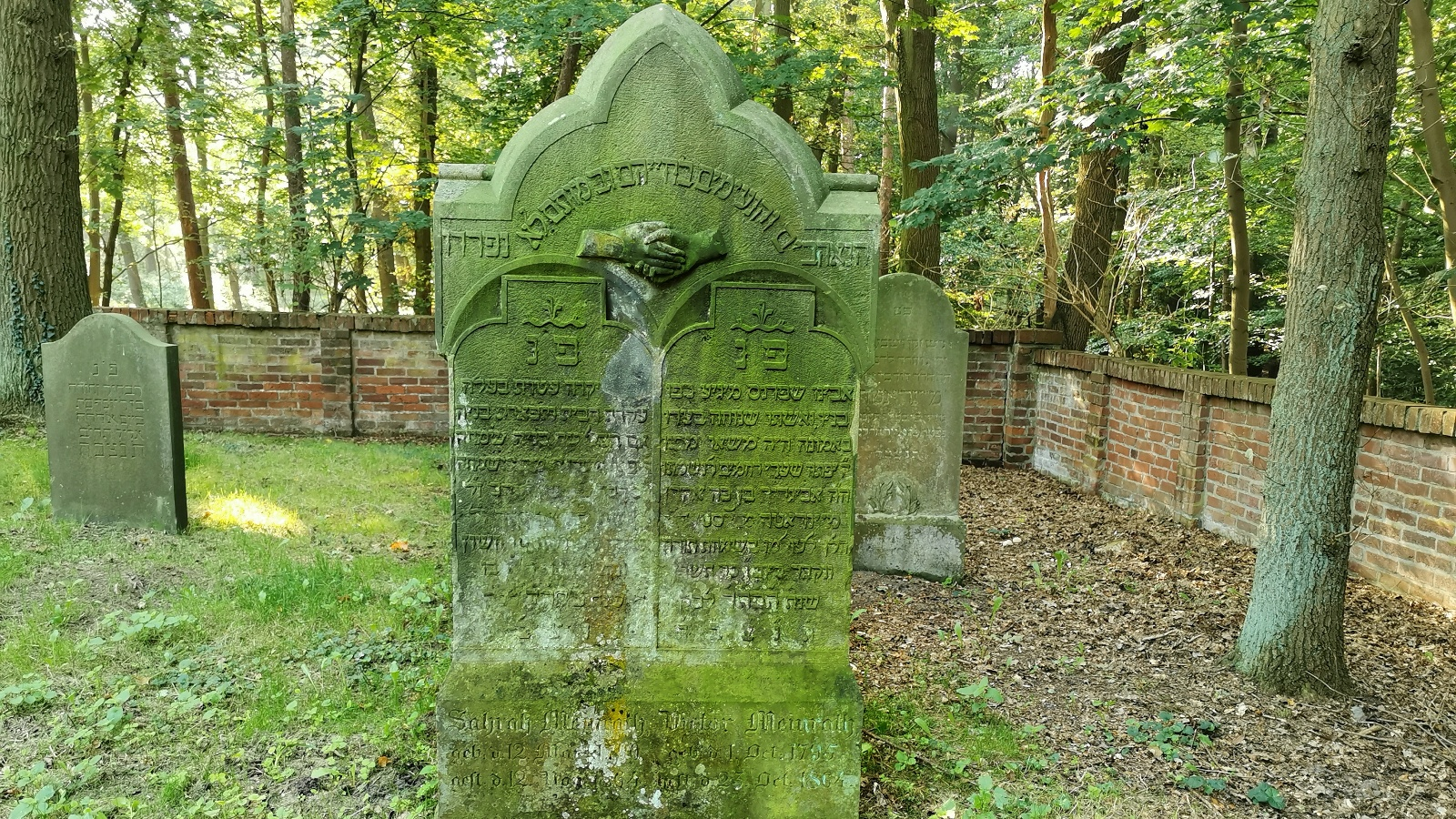
Grabstein mit deutscher Inschrift im Sockelbereich

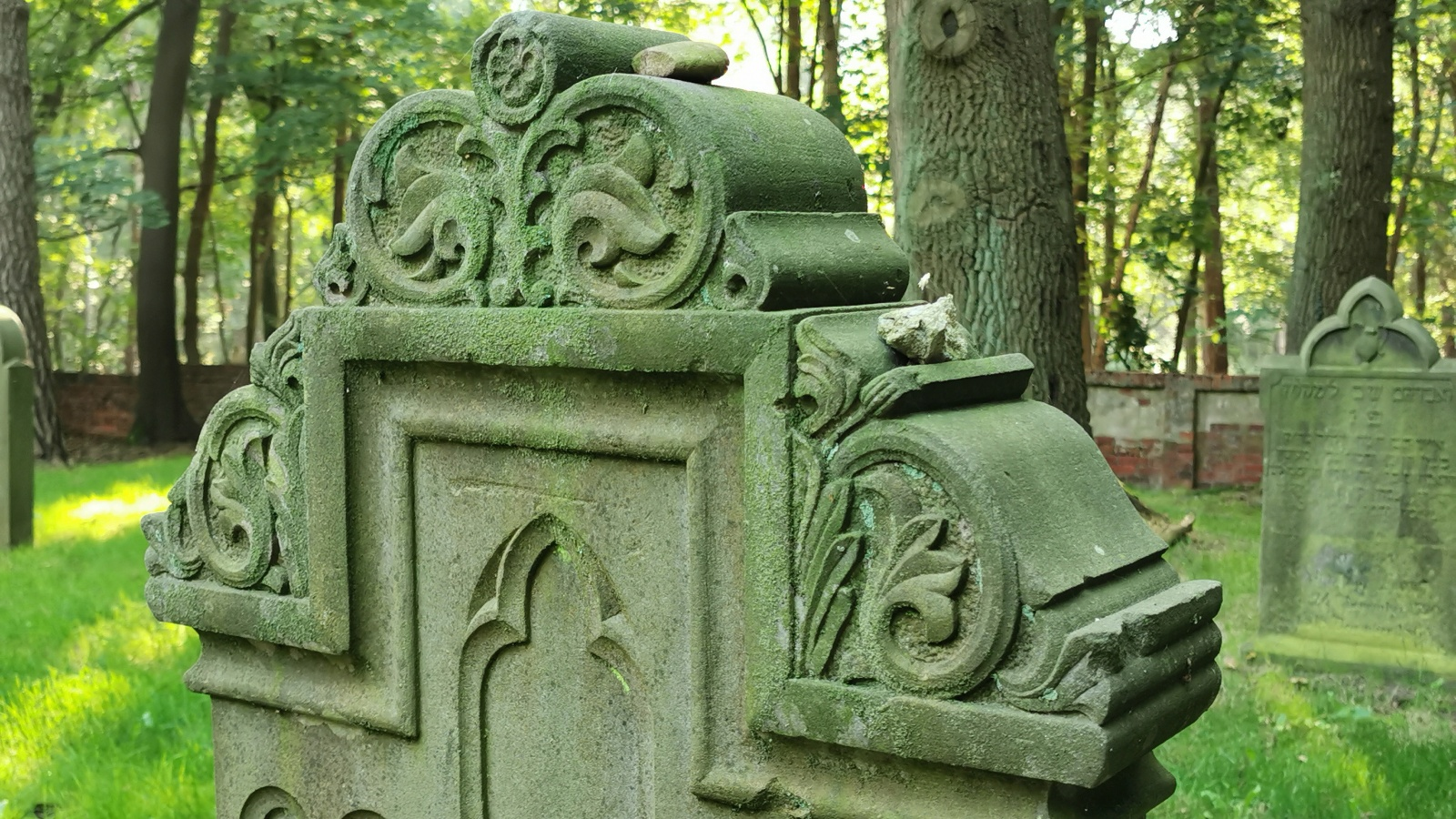
Grabsteindetail mit „Erinnerungssteinen“ (Dofèk)

Der Friedhof wurde von 1804 bis 1928 belegt. 1952 ging er in den Besitz der Jewish Trust Corporation (JTC) über, 1959 wurde er dem Landesverband der Jüdischen Gemeinden von Niedersachsen übergeben. 1957/58, 1978, in den 1980er Jahren und 1999 wurde der Friedhof instand gesetzt. In den Jahren 1956, 1967 und 1986 wurde er geschändet. Seit 1998 finden wieder Bestattungen statt.